# Bibiana Perez
Bibiana Perez (* 31. Oktober 1970 in Sterzing) ist eine ehemalige italienische Skirennläuferin.

## Biografie
Ihren ersten großen Erfolg feierte sie bei der Junioren-Weltmeisterschaften 1988 in Madonna di Campiglio mit der Silbermedaille im Riesenslalom. Im Weltcup konnte sie ein Rennen gewinnen, die Kombination in Hafjell am 14. März 1993. Dazu folgten zwei zweite Plätze in Super-G-Rennen und drei dritte Plätze, zwei in der Kombination und einer in der Abfahrt. In der Saison 1993/94 wurde sie Zweite im Super-G-Weltcup.
Bei den Weltmeisterschaften 1993 in Morioka verpasste sie in der Kombination mit Rang vier nur knapp eine Medaille. Sie nahm an den Olympischen Winterspielen 1992, 1994 und 1998 teil, konnte sich aber nie unter den besten Zehn klassieren. 1994 in Lillehammer stürzte sie in der Abfahrt nach zweitbester Zwischenzeit. Während der Saison 2000/01 beendete sie ihre Karriere als aktive Skirennläuferin.

## Erfolge

### Olympische Winterspiele
- Albertville 1992: 13. Super-G
- Lillehammer 1994: 12. Kombination
- Nagano 1998: 20. Abfahrt, 22. Super-G

### Weltmeisterschaften
- Vail 1989: 21. Riesenslalom, 30. Super-G
- Morioka 1993: 4. Kombination, 7. Abfahrt, 16. Super-G
- Sierra Nevada 1996: 8. Abfahrt, 12. Super-G
- Sestriere 1997: 26. Super-G
- Vail/Beaver Creek 1999: 11. Super-G, 12. Kombination, 27. Abfahrt

### Weltcup
- 6 Podestplätze, davon 1 Sieg (Kombination in Hafjell im März 1993)

### Juniorenweltmeisterschaften
- Madonna di Campiglio 1988: 2. Riesenslalom, 6. Super-G
- Aleyska 1989: 15. Abfahrt, 19. Super-G

### Italienische Meisterschaften
Bibiana Perez ist fünffache italienische Meisterin (Super-G 2003, Abfahrt 1993, 1994, 1997 und Kombination 1994).